# Santa Rita de Jacutinga
Santa Rita de Jacutinga est une municipalité brésilienne de l'État du Minas Gerais et la microrégion de Juiz de Fora.